# Гільдєєва Лілія Фаридівна
Лілія Фаридівна Гільдєєва (тат. Лилия́ Фәри́д кызы Гильдеева; нар.. 14 червня 1976, Заїнськ, Татарська АРСР, Російська РФСР, СРСР) — російська журналістка, відома як ведуча інформаційної програми «Сьогодні» на каналі НТВ (2006—2022).

## Біографія
Народилася 14 червня 1976 року в татарській сім'ї. Батько — держслужбовець, мати — вчителька початкових класів.
Закінчила філологічний факультет Казанського державного університету (1993—1997). Кар'єру тележурналістки розпочала в Набережних Челнах у липні 1997 року на місцевому телеканалі «Ефір» як ведуча новин. У серпні 1999 року переїхала до Казані, працювала кореспонденткою, продюсеркою, редакторкою, ведучою новин на регіональному партнері каналу «REN-TV» — «Варіант». З 2002 по 2006 рік працювала на ТНО (двомовний (російський, татарський) супутниковий канал Татарстану), вела інформаційну програму «Новини Татарстану» з перервою на 8 місяців на роботу в пресслужбі КамАЗу.
У вересні 2006 року була запрошена на телеканал НТВ, на якому аж до 18 лютого 2022 року була ведучою випусків програми «Сьогодні» о 19:00. У різні часи з нею в парі працювали Олексій Пивоваров (2006—2013), Ігор Полєтаєв (2013—2014), Олександр Яковенко (2014—2015), Михайло Чебоненко (березень—серпень 2015), Василь Максименко (2015—2018) та Володимир Чернишов (2018—2022).
З червня 2007 по серпень 2014 року також вела програми «Сьогодні о 22:45 (потім о 22:40, 23:00 та 23:15)» та «Сьогодні. Підсумки».
У лютому 2022 року звільнилася з НТВ, попередньо виїхавши з Росії в іншу країну, про що стало відомо 15 березня.

## Родина
Чоловік Рустам, працював монтажером на телебаченні, потім в автосалоні. Двоє дітей: син Данило — випускник школи, і дочка Майя (нар. 2009).

## Нагороди
- Подяка Президента Російської Федерації (26 липня 2021) — «за заслуги в розвитку засобів масової інформації та багаторічну сумлінну роботу»[10].
- Подяка Президента Російської Федерації (23 квітня 2008) — «за інформаційне забезпечення та активну громадську діяльність з розвитку громадянського суспільства в Російській Федерації»[11].